# Sound of Noise
Sound of Noise ist eine Musik-Komödie aus dem Jahr 2010. Drehbuch und Regie übernahmen Ola Simonsson und Johannes Stjärne Nilsson. Der Film erzählt die Geschichte von sechs Musikern, die gemeinsam an mehreren Orten in der Stadt illegal musizieren. Der Film folgt dem 2001er Film Music for One Apartment and Six Drummers, welcher von den gleichen Mitwirkenden produziert wurde und dem gleichen Konzept folgt. Der Titel ist an das Manifest des italienischen Futuristen Luigi Russolo «L’arte dei Rumori» (englisch The Art of Noises) angelehnt.

## Handlung
Eine Gruppe von sechs anarchischen Musikern, angeleitet von Sanna Persson und einem Konduktor namens Magnus, beschließt auszuschwärmen, um Musik mit Gegenständen zu machen, die „normalerweise“ nicht mit Musik in Verbindung gesetzt werden. Sie planen ein Konzert an vier verschiedenen Orten in der Stadt, welche jeweils mit humorvollen Namen versehen werden. Vorher haben sie allerdings sorgfältig geplant, welche Objekte für die Klänge genutzt werden können. Die ganze Zeit wird die Gruppe von einem unmusikalischen Polizisten namens Amadeus Warnebring beobachtet, der in eine aufstrebende Musikerfamilie hineingeboren wurde. Er selbst hasst den Klang von Musik.
Die Gruppe beginnt ihr Konzert in einem Operationssaal, wo sie auch unter anderem einen bekannten TV-Moderator als Klangobjekt benutzen, der sich wegen Hämorrhoiden im Krankenhaus befindet. Der nächste Teil findet im Schalter- und Warteraum einer Bank statt. Unter anderem schreddert die Gruppe Banknoten, um den Klang eines Basses zu imitieren. Das nächste Stück findet vor der Oper statt, wo die Gruppe Bulldozer verwendet, um sie in einen Brunnen zu hauen. Für das Crescendo wird die Brunnenstatue umgestoßen, worauf sie auf den Boden fällt. Das letzte Stück wird auf gespannten, herunterhängenden Hochspannungskabeln gespielt, wobei diese wie Geigensaiten gespielt werden.
Warnebring kommt irgendwann zu der Erkenntnis, dass er die Geräusche, die die Musiker spielen, auf Dauer nicht mehr wahrnimmt. In diesem Moment fasst er einen Plan, wonach er die Musiker dazu bringt, die ganze Stadt als Instrument zu nutzen, weil er die Energieversorgung rhythmisch kontrolliert. Der Plan hat Erfolg: Persson bemerkt, dass die Stadtgeräusche um sie herum langsam musikalisch werden. Warnebring hingegen wird von allen Tönen befreit. Der Film endet damit, dass die Musiker aus der Stadt flüchten, und als Lounge Act spielen, während Warnebring irgendwo ein stilles Konzert genießt.

## Produktion
Die Musik wurde von Magnus Börjeson komponiert und wurde von Fred Avril vervollständigt. Der Impuls zum Film wurde von BLISS in Frankreich gegeben und zusammen mit Dfm fiktion produziert. Der Film erhielt 10 Millionen Schwedische Kronen Förderung vom Schwedischen Filminstitut. Gedreht wurde der Film in Cinemascope. Drehort war hauptsächlich Malmö.

## Kritiken
Die Website IndieWire verglich den Film mit Bonnie und Clyde auf Drums. Auch die New York Times äußerte sich zu dem Film und nannte ihn „ein trockenes, selbstbewusstes Kulturvergnügen“. Die Zeit schrieb:

„Sound Of Noise ist ein wunderbar surrealer Film. Aber darüber hinaus eine feinsinnige Parabel für die Kulturpolitik der Gegenwart.“

## Auszeichnungen
Sound of Noise gewann den Young Critics Award und das Rail d’Or bei der Kritikerwoche der Internationalen Filmfestspiele von Cannes. Außerdem erhielt er den Free Spirit Award beim Internationalen Filmfestival Warschau 2010. Beim Molodist-Festival in Kiew gewann der Film den Preis für den besten Langfilm und den Publikumspreis. Weiterhin gewann er den Guldbagge-Preis für „eine virtuose Verbindung von Sound und Musik“.